# Black Point (Bahamas)
Black Point es uno de los 32 distritos de Bahamas, localizado al sur de la ciudad capital de dicho país, Nassau.
El distrito está constituido por una parte la isla de Great Guana (dónde se encuentra el pueblo de Black No), también componean al distrito los cayos Farmer's Cay y Staniel Cay.
- Datos: Q2525298